# Antiagrion grinbergsi
Antiagrion grinbergsi – gatunek ważki z rodziny łątkowatych (Coenagrionidae). Występuje na terenie Ameryki Południowej.